# Férfi egyéni műkorcsolya az 1908. évi nyári olimpiai játékokon
Az 1908. évi nyári olimpiai játékokon a műkorcsolya férfi egyéni versenyszámát október 28-án és 29-én rendezték Knightsbridge-ben. Az aranyérmet a svéd Ulrich Salchow nyerte. Magyar versenyző nem vett részt a versenyen.
Ez a versenyszám először szerepelt az olimpiai játékokon. 1924-től átkerült a téli olimpia programjába.

## Eredmények
Öt bíró pontozta a versenyzőket. A pontok alapján a bírók mindegyikénél külön-külön kialakult egy sorrend, az egyes szakaszokban (kötelező elemek, kűr) és az összesítésnél is, ez egy helyezési pontszámot is jelentett. Az egyes szakaszok, valamint az összesítés eredménye a következő kritériumok alapján alakult ki:
1. „Többségi helyezések száma”. Az a versenyző végzett előrébb, akit a bírók többsége előrébb rangsorolt. A bírók többsége azt jelentette, hogy a legjobb 3 helyezést adó bíró helyezési pontszámait vették figyelembe, de ha a 3. bíró helyezésével még volt azonos helyezés, akkor az(oka)t is figyelembe vették. Ezt az adatot tartalmazza az oszlop. (Pl. a „4×3+” azt jelenti, hogy a versenyző 4 bírónál az első 3 hely valamelyikén végzett.)
2. „Helyezések összege” (az összes bíró helyezési pontszámainak összege)
3. „Pont” (az összes bíró által adott összpontszám)
4. A kötelező elemek pontszáma

### Kötelező elemek
| Hely. | Versenyző                  | Nemzet                 | Többségi helyezések száma | Helyezések összege | Pont   |
| ----- | -------------------------- | ---------------------- | ------------------------- | ------------------ | ------ |
| 1.    | Ulrich Salchow             | Svédország (SWE)       | 3×1+                      | 7,0                | 1172,5 |
| 2.    | Nyikolaj Panyin-Kolomenkin | Oroszország (RUS)      | 3×2+                      | 12,0               | 1147,5 |
| 3.    | Per Thorén                 | Svédország (SWE)       | 3×3+                      | 15,0               | 1094,0 |
| 4.    | Richard Johansson          | Svédország (SWE)       | 4×3+                      | 16,0               | 1070,0 |
| 5.    | Keiller Greig              | Nagy-Britannia (GBR)   | 5×5+                      | 25,0               | 938,5  |
| 6.    | Albert March               | Nagy-Britannia (GBR)   | 3×6+                      | 33,0               | 761,0  |
| 7.    | Horatio Torromé            | Argentína (ARG)        | 3×7+                      | 39,0               | 703,5  |
| 8.    | Irving Brokaw              | Egyesült Államok (USA) | 4×8+                      | 38,0               | 718,0  |
| 9.    | Henry Yglesias             | Nagy-Britannia (GBR)   | 3×8+                      | 40,0               | 703,5  |

### Kűr
| Hely. | Versenyző                  | Nemzet                 | Többségi helyezések száma | Helyezések összege | Pont  |
| ----- | -------------------------- | ---------------------- | ------------------------- | ------------------ | ----- |
| 1.    | Richard Johansson          | Svédország (SWE)       | 4×2+                      | 7,5                | 756,0 |
| 2.    | Ulrich Salchow             | Svédország (SWE)       | 3×2+                      | 13,0               | 714,0 |
| 3.    | Per Thorén                 | Svédország (SWE)       | 4×3+                      | 13,0               | 693,0 |
| 4.    | Keiller Greig              | Nagy-Britannia (GBR)   | 5×4+                      | 16,5               | 616,0 |
| 5.    | Irving Brokaw              | Egyesült Államok (USA) | 5×6+                      | 27,0               | 483,0 |
| 6.    | Horatio Torromé            | Argentína (ARG)        | 4×6+                      | 29,5               | 441,0 |
| 7.    | Albert March               | Nagy-Britannia (GBR)   | 5×7+                      | 33,5               | 399,0 |
| –     | Nyikolaj Panyin-Kolomenkin | Oroszország (RUS)      | nem indult                |                    |       |
| –     | Henry Yglesias             | Nagy-Britannia (GBR)   | nem indult                |                    |       |

### Végeredmény
| Helyezés | Versenyző         | Nemzet                 | Helyezési pontszámok bírónként | Helyezési pontszámok bírónként | Helyezési pontszámok bírónként | Helyezési pontszámok bírónként | Helyezési pontszámok bírónként | Több. hely. száma | Hely. össz. | Pont   |
| Helyezés | Versenyző         | Nemzet                 | 1                              | 2                              | 3                              | 4                              | 5                              | Több. hely. száma | Hely. össz. | Pont   |
| -------- | ----------------- | ---------------------- | ------------------------------ | ------------------------------ | ------------------------------ | ------------------------------ | ------------------------------ | ----------------- | ----------- | ------ |
| Arany    | Ulrich Salchow    | Svédország (SWE)       | 1,0                            | 1,0                            | 2,0                            | 2,0                            | 1,0                            | 3×1+              | 7           | 1886,5 |
| Ezüst    | Richard Johansson | Svédország (SWE)       | 2,0                            | 2,0                            | 3,0                            | 1,0                            | 2,0                            | 4×2+              | 10          | 1826,0 |
| Bronz    | Per Thorén        | Svédország (SWE)       | 4,0                            | 3,0                            | 1,0                            | 3,0                            | 3,0                            | 4×3+              | 14          | 1787,0 |
| 4.       | Keiller Greig     | Nagy-Britannia (GBR)   | 3,0                            | 4,0                            | 4,0                            | 4,0                            | 4,0                            | 5×4+              | 19          | 1554,5 |
| 5.       | Albert March      | Nagy-Britannia (GBR)   | 5,0                            | 5,0                            | 7,0                            | 6,0                            | 6,0                            | 4×6+              | 29          | 1160,0 |
| 6.       | Irving Brokaw     | Egyesült Államok (USA) | 6,0                            | 7,0                            | 5,0                            | 5,0                            | 7,0                            | 3×6+              | 30          | 1201,0 |
| 7.       | Horatio Torromé   | Argentína (ARG)        | 7,0                            | 6,0                            | 6,0                            | 7,0                            | 5,0                            | 3×6+              | 31          | 1144,5 |